# Bangladesh Championship League
La Bangladesh Championship League, colloquialmente abbreviata in BCL e ufficialmente denominata ABG Bashundhara Bangladesh Championship League dall'edizione 2023-2024 per ragioni di sponsorizzazione, è la seconda divisione professionistica del campionato bengalese di calcio maschile, gestita dalla Federazione calcistica del Bangladesh.

## Formula
La formula è quella di un girone all'italiana. Le prime due squadre classificate vengono promosse alla Premier League, la prima divisione nazionale, mentre le ultime due vengono retrocesse alla terza divisione nazionale, la Dhaka Senior Division Football League.

## Storia
La Federazione calcistica del Bangladesh, nel 2007, ha istituito la Premier League, che all'epoca era l'unica divisione esistente. Fino al 2010 il regolamento della competizione non ha previsto le retrocessioni in una serie inferiore, in quanto non esisteva: con l'intento di migliorare il sistema calcistico bengalese, nel 2011 la Federazione ha deciso di istituire una seconda divisione e di chiamarla Bangladesh Championship League. A marzo 2012 il nuovo campionato è ufficialmente iniziato, con sette squadre partecipanti. La prima edizione del campionato è stata vinta dal Cox City, che è quindi stata promosso alla Premier League (nella prima edizione solo la prima classificata è stata promossa). Dalla stagione successiva, invece, anche la seconda classificata viene promossa alla prima divisione.

## Squadre
Stagione 2024-25.
- BFF Elite Football Academy
- Dhaka Wanderers
- Fakirerpool YMC
- Farashganj
- NoFel
- PWD SC
- Uttara
- Wari Club

## Albo d'oro
Di seguito è riportato l'albo d'oro della Bangladesh Championship League. Dal 2012 a oggi il campionato è stato vinto, almeno una volta, da dieci squadre diverse.
- 2012:  Cox City (1º)
- 2013:  Chittagong Abahani (1º)
- 2014:  Rahmatganj (1º)
- 2014-2015:  Uttar Baridhara (1º)
- 2015-2016:  Fakirerpool YMC (1º)
- 2017:  Bashundhara Kings (1º)
- 2018-2019:  Bangladesh Police (1º)
- 2019-2020: non assegnato a causa della pandemia di COVID-19[12]
- 2020-2021:  Swadhinata KS (1º)
- 2021-2022:  Fortis (1º)
- 2022-2023:  Brothers Union (1º)
- 2023-2024:  Fakirerpool YMC (2º)

## Copertura mediatica
A partire da maggio 2019 le partite della Bangladesh Championship League vengono trasmesse sul canale televisivo Bangla TV. Sempre dal 2019 tutte le partite del campionato vengono trasmesse anche su una piattaforma di servizi di streaming online, di nome Mycujoo.